# Seekajakfahren

Seekajak (Eigenkonstruktion aus Glasfaser) in Küstengewässern vor Texas

Seekajaker kreuzt Lastschiff im Golf von Mexiko

Seekajakfahren (auch Küstenpaddeln, Salzwasserpaddeln, Küstenkanuwandern, Seekajaken, Seepaddeln, Ocean Paddling, Off-Shore-Kayaking, Open Water Paddling, Sea Canoeing, Sea Kayaking, Sea Paddling oder Shoreline Kayaking) ist eine spezielle Form des Kanuwanderns. Die ersten Kajaks der Eskimos wurden für die Jagd in der Arktis benutzt. Daher ist das Paddeln auf dem Meer eine der ursprünglichsten Formen dieses Wassersportes.

## Beschreibung und Geschichte
Die meisten Seekajaks zeichnen sich durch ihre Länge, den Kielsprung und der Form von Bug und Heck aus, um besser für den Wellengang geeignet zu sein. Sie besitzen eine Abschottung, eine Rundumleine und haben ein Skeg oder Steuer. Beim Brandungssurfen kommen jedoch auch Kajaks zur Verwendung, die sich eher an Wildwasserkajaks orientieren, teilweise lehnen sie sich von der funktionalen Formgebung an Surfbretter an.
Kanadier sind durch ihre höhere Windanfälligkeit außerhalb des geschützten Küstenbereiches weniger geeignet.
Dass man auch mit einem Faltboot Seekajakfahren kann, bewies der deutsche Mediziner Hannes Lindemann, der mit einem Standard-Klepper (520 × 87 cm; 27 kg) 1956 den Atlantik (von Las Palmas nach St. Martin in der Karibik) in nur 72 Tagen überquerte. Dies ist bis heute das kleinste Boot mit dem je ein Mensch den Atlantik überquerte.
Kapitän Franz Romer segelte zwar 1928 über den Atlantik mit einer Klepper-Faltboot-Spezialanfertigung in 58 Tagen von Lissabon über Lanzarote und Gran Canaria bis nach St. Thomas. Jedoch fuhr er zuerst nach Puerto Rico, und dann trotz Orkanwarnung weiter Richtung Florida und ist seither verschollen.
Besonderheiten des Seepaddelns, im Vergleich zum Paddeln auf kleineren Gewässern, ist die Entfernung zum Ufer, als auch der Einfluss der Gezeiten und Strömungen. Daher bedarf es auch genauer zeitlicher Planung, um eine Tour entsprechend der Tide anzupassen, und bestimmter Rettungs- und Navigationstechniken. Auf offenem Gewässer kommt der Navigation eine gesteigerte Bedeutung zu, da man sich nicht am Ufer orientieren kann. Auch ist es notwendig, auf offenem Gewässer die Kenterrolle zu beherrschen oder durch andere Rettungstechniken wieder ins Kanu zu gelangen, das Boot zu lenzen und Rettung alarmieren zu können. Das Paddel sollte mit einer Paddelsicherung vor Verlust geschützt werden.
Der Umgang mit einem Seekajak vor allem mit Wellen muss trainiert werden. Ebenso der Gebrauch von Rettungs-, Sicherungs- und Signalmitteln zur Gabe eines Seenotsignals. Wichtig ist auch das richtige Beladen des Seekajaks.
Alleinfahrten bieten erhöhte Risiken. Der Fahrer sollte mit besonderer Kleidung, Proviant, sowie Funkgerät oder Ähnlichem ausgerüstet sein. Er muss in der körperlichen Verfassung sein, die vorgenommene Strecke auch bei Veränderungen der Umgebungsbedingungen zu bewältigen und sollte durch Beherrschung von Techniken wie Eskimorolle oder Wiedereinstieg mit oder ohne Hilfsmittel in der Lage sein, Situationen wie eine Kenterung in kaltem Wasser sicher zu beherrschen.
Auch das Wetter spielt eine große Rolle. Einerseits ist auf offenem Gewässer der Seegang ausgeprägter, andererseits ist durch schlechtes Wetter (z. B. Nebel) die Orientierung erschwert, und durch die Entfernung zu einer geeigneten Küste ist ein Anlanden nicht immer möglich.

## Das Kajak in den Wellen
Die Wasserwellen haben verschiedene Wirkungen, je nach der Richtung, aus der sie auf das Kajak treffen:
- Welle von vorn: Das Kajak wird von Wind und Wellen abgebremst (je nach Konstruktion des Bootes), schlägt es ins Wellental, wird es ein weiteres Mal abgebremst – stabile Bootslage.
- Wellen von vorn-seitlich: Das Kajak hat in der Regel eine stabile Lage, kritische Situationen sind überschaubar.
- Wellen von der Seite: Bei Wellenbrechern – vor allem in Ufernähe – kann es zu Umwurf und Kentern in Sekundenbruchteilen kommen.
- Wellen von seitlich-hinten: Das Kajak hat in der Regel eine noch stabile Lage, kritische Situationen sind schwer überschaubar.
- Wellen von hinten: Die Wellen können das Kajak zum Surfen bringen und es kann sehr schnell werden. Der Bug bohrt sich ins Wasser. Bei hohen Wellen kann das Heck und somit auch das Steuer aus dem Wasser gehoben werden, damit ist das  Kajak dann nicht mehr richtungsstabil, es kann querschlagen und kentern. Ein bewegliches Skeg ist näher zur Bootsmitte eingebaut und hält das Kajak somit eher im Wasser stabil.
- Treffen Wellen z. B. auf eine Kaimauer oder eine Felsenküste, so reflektieren sie zurück auf das offene Meer. Im Zusammenspiel mit den anlandenden Wellen bilden sie eine schwer einzuschätzende See mit unberechenbaren Wellenspitzen. Das macht das Kajakfahren hier unsicher und u. U. auch gefährlich. Das Boot wird hin- und hergerissen. Man sollte deshalb derartige Uferzonen weiträumiger umfahren.